# Rosiclare
La ville américaine de Rosiclare est située dans le comté de Hardin, dans l’Illinois. Lors du recensement de 2010, sa population s’élevait à 1 160 habitants.

## Source
- (en) Cet article est partiellement ou en totalité issu de l’article de Wikipédia en anglais intitulé « Rosiclare, Illinois » (voir la liste des auteurs).